# Gasponi
Gàsponi (Chàspones, Χάσπονες in greco bizantino) è una frazione del comune di Drapia di 300 abitanti, in provincia di Vibo Valentia.

## Origini del nome
La sicura origine bizantina dell'agglomerato urbano è avvalorata dallo stesso nome del paese, il quale è senza dubbio un antroponimo (cioè prende il nome da una famiglia eponima): Oἳ Xὰσπoνες (oi Chàspones), cioè della famiglia Xὰσπα (Chàspa).

## Storia

### Periodo tardoantico
Probabilmente il primo nucleo di abitanti del paese sorse nel periodo tardoantico come agglomerarto inserito all'interno della cosiddetta Massa Trapeiana (da cui anche il nome Drapia). Tale massa, una delle tre che formavano il patrimonio dei Santi Pietro e Paolo in territorio brettio, era costituita da un insieme  di fattorie, era abitata da contadini, servi e coloni, ed era condotta da un livellare (affituario) che, per conto del Papa, riscuoteva le rendite delle terre stesse.

### Periodo bizantino
Nel periodo bizantino, probabilmente tra VI e VII secolo d. C., la detta massa si evolse in vera e propria città, andando a costituire la città - diocesi di Tropea. Da questo momento in poi le sorti di Gasponi e di tutto il territorio circostante si legarono indissolubilmente alle vicende della città di Tropea che, proprio in questo periodo, andava a costituire un avamposto fortificato (castron) all'interno del quale risiedevano il vescovo e l'amministratore civile del territorio e,  in caso di pericolo, la popolazione che abitava nei territori limitrofi e traeva sostentamento dalla terra.

### Periodo medievale
Per il primo medio evo la documentazione in nostro possesso ci porta a conoscenza di un insediamento abitativo nella contrada Sant'Agata, che  in questo periodo faceva parte del territorio di Mesubiano (Mesiano).

Nel periodo medioevale, per difendere il suo territorio dalle continue invasioni saracene, Gasponi disponeva di tre torri:
- una nella parte dell'abitato attualmente denominato avanzi a turri (via Torre);
- un'altra nella contrada detta Marcea (Marcella),  i cui resti erano visibili sino a circa il 1980;
- La terza nella contrada S. Angelo, nella zona detta Turretta.

### Periodo moderno
La continuità abitativa del luogo e l'importanza del paese come centro rurale gravitante intorno a Tropea è testimoniata da alcune evidenze architettoniche del '500, '600 e '700 site sia nel centro abitato che nei dintorni.

### Periodo contemporaneo
Gasponi ha partecipato ai moti risorgimentali. Garibaldini di Gasponi hanno preso parte alla spedizione dei Mille così come altri hanno combattuto nelle file dell'esercito borbonico.

Soldati nativi del villaggio hanno partecipato a tutte le guerre combattute dopo l'Unità, inclusa la Resistenza.

Negli anni quaranta, con l'inizio della Repubblica il paese ha partecipato alle lotte contadine per l'applicazione dei Decreti Gullo e per l'occupazione dei latifondi di Monte Poro.

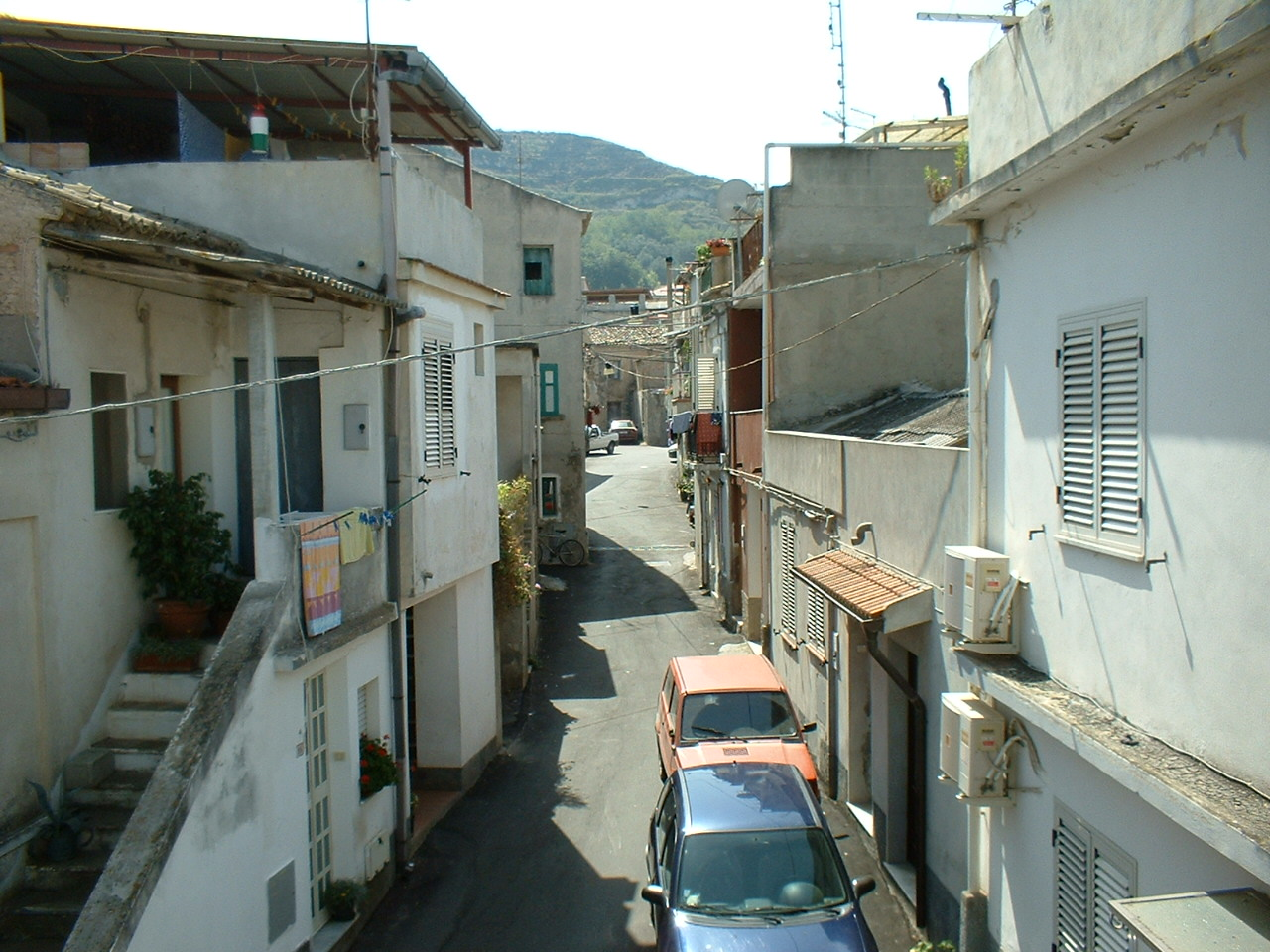
Scorcio di via Michele Bianchi

#### Distruzione e ricostruzione
Il paese è stato totalmente distrutto dal terremoto del 1905. Le baracche che hanno dato rifugio ai superstiti sono state abitate fino agli anni settanta del Novecento e uno dei quartieri del villaggio porta ancora oggi il nome di rione Baracche.

Il paese, come prescrive un regio decreto del 1906, avrebbe dovuto essere trasferito integralmente in un sito più sicuro, in contrada Fontananuova - Taccone.
 
Il progetto di trasferimento è stato abbandonato e, in seguito alla guerra, l'abitato è stato definito con decreto del Presidente della Repubblica Pertini  come centro da consolidare. In virtù di tale decreto le costruzioni di legno del Rione baracche sono state via via sostituite da costruzioni in muratura che ne riproducono quasi sempre la volumetria.

#### La migrazione degli anni '50
Gasponi è storicamente un paese di emigranti, le cui destinazioni principali sono state l'Argentina e gli Stati Uniti D'America oltre oceano; la Svizzera e la Francia in Europa; Genova, Torino, Milano e Roma per l'Italia.

## Economia
L'economia del villaggio è stata a lungo concentrata sulla produzione di cipolla rossa di Tropea, peperoncino rosso, noccioline americane, grano, fagioli, pomodori e vino da tavola rosso.

Il paesaggio agrario è stato modificato negli ultimi decenni da insediamenti turistici sui quali si basa l'economia odierna del villaggio.

## Tradizioni religiose
Un aspetto peculiare della religiosità del villaggio è il santo protettore, un santo di origine greca martirizzato in Persia nel IV secolo d. C., Sant'Acindino. Sono tuttora ignote le vie attraverso le quali dalla lontana Persia il culto del santo è arrivato a Gasponi.
 
Una delle ipotesi più plausibili vuole che il culto provenga dal vicino monastero italo-greco di Sant'Angelo. È probabile infatti che in questo cenobio, in un periodo non ben precisato, sia esistito un monaco di nome Acindino vissuto e morto in odore di santità.

Col tempo il suo culto dovette crescere e il vicino villaggio di Gasponi lo dovette venerare come Patrono sotto le spoglie del S. Acindino, per antonomasia.

Nel villaggio di Gasponi esiste anche la chiesa di Santa Domenica, in onore della Santa originaria di Tropea.
 
La chiesa è stata probabilmente costruita nel periodo bassomedievale e poi rimaneggiata nel XVIII secoli. Intorno alla chiesa, oggi sconsacrata e adibita in seguito a frantoio, presumibilmente si sono costruite le prime case, e da qui l'origine del villaggio.

## Prodotti tipici
- Olio d'oliva.
- Suiaca: fagioli con erbe selvatiche cotte, conditi con olio d'oliva e peperoncino rosso pestato.
- 'nduja: insaccato a base di carne di maiale e peperoni piccanti.

## Feste
- 13 agosto: Sagra del dolce.
- 3 novembre: S. Acindino Martire.